# Biljett till paradiset
Biljett till paradiset är en svensk dramafilm från 1962 i regi av Arne Mattsson. 

## Om filmen
Filmen hade premiär den 30 mars 1962. Den är bland annat inspelad på Ljusterö och i Riva del Sole. 

## Roller i urval
- Christina Schollin - Pyret Sträng, ägare till handelsträdgård
- Lars Ekborg - Niklas Blom, anställd hos Pyret
- Eva Dahlbeck	- Rita Carol, svensk-amerikansk sångerska
- Per Oscarsson - Freddo Rossi, anställd hos Pyret
- Stig Järrel - Lund, resebyrådirektör
- Sif Ruud - fru Berg
- Sigge Fürst - Torsson
- Ragnar Ulfung - Luigi
- Hjördis Petterson - mamma Rossi
- Yngve Gamlin	- italiensk violinist
- Nils Hallberg - Falén
- Sven Magnusson - tolken